# آن ماريت ياكوبسن
آن ماريت ياكوبسن (بالنرويجية: Anne Marit Jacobsen)‏ (و. 1946  م) هي ممثلة نرويجية، ولدت في أوسلو.

## التعليم
تعلمت في الأكاديمية الوطنية النرويجية للمسرح ‏.

## جوائز
حصلت على جوائز منها:
- Telenor Culture Award [الإنجليزية]‏ (2005)
- وسام القديس أولاف.

## وصلات خارجية
- آن ماريت ياكوبسن على موقع IMDb (الإنجليزية)
- آن ماريت ياكوبسن على موقع ألو سيني (الفرنسية)
- آن ماريت ياكوبسن على موقع قاعدة بيانات الأفلام السويدية (السويدية)
- آن ماريت ياكوبسن على موقع قاعدة بيانات الفيلم (الإنجليزية)
- آن ماريت ياكوبسن على موقع كينوبويسك (الروسية)

- آن ماريت ياكوبسن في قاعدة بيانات الأفلام على الإنترنت